# Thubten Yeshe
Ne doit pas être confondu avec Thupten Yeshi.
lama
Abbesse de Chi-me Lung Tenzin Ösel Rinpoché
Thubten Yeshe(ཐུབ་བསྟན་ཡེ་ཤེས་) ou Lama Yeshe (1935-1984) est un lama tibétain qui, alors qu'il s'est exilé au Népal, a cofondé, avec Lama Zopa Rinpoché, l'Institut Lama Tsong Khapa, le monastère de Kopan (1969) et la Fondation pour la préservation de la tradition du Mahayana (1975). Il a suivi la tradition Gelugpa.
Lama Yeshe est né au Tibet près de la ville tibétaine de Tolung Dechen, où il est reconnu comme la réincarnation de l’abbesse de Chi-me Lung, un couvent gelugpa. Il a été envoyé au monastère de Sera à Lhassa à l'âge de six ans. Il a reçu la pleine ordination à l'âge de 28 ans de Kyabje Ling Rinpoché. Jeffrey Paine rapporte que Lama Yeshe a refusé exprès le degré de geshe, bien qu'il ait étudié pour cela.
De nombreuses années plus tard, quand on lui demandait pourquoi il avait rejeté ce degré prestigieux, il riait : « Et être Geshe Yeshe! » 

## Enseigner aux étudiants occidentaux
Lama Yeshe a dû fuir le Tibet en 1959 en raison des mauvais traitements infligés par l'armée chinoise aux moines à la suite du soulèvement tibétain de 1959 pour se rendre au Bhoutan et de là au camp de réfugiés tibétains à Buxa Duar, en Inde. Là son professeur Geshe Rabten a confié à ses soins un plus jeune moine, Thubten Zopa Rinpoché. Tous deux travaillèrent ensemble durant la vie de Lama Yeshe.
En 1965 Lama Yeshe a commencé à enseigner à Zina Rachevsky, qui l'a rencontré au monastère de Ghum à Darjeeling. Avec lama Zopa, il suivit Zina Rachevski au Népal. Zina Rachevski acheta le terrain sur lequel bâtir le monastère de Kopan. Zina Rachevski encouragea et poussa fortement les lamas à enseigner à des étudiants occidentaux. Grâce à elle, le nombre d'étudiants a continué d'augmenter. Kopan doit son existence à Zina Rachevski, à son travail et à celui des premiers disciples. Ils ont construit Kopan pierre par pierre. À la mort de Zina Rachevski en 1973, Max Matthews, une Américaine prit en charge le fonctionnement de Kopan, Lama Yeashe et Lama Zopa. Grâce à ces deux femmes exceptionnelles, Lama Yeshe a pu enseigner à des Occidentaux et Kopan est aujourd'hui un centre d'enseignement du Bouddhisme.

## Publication de livres d'enseignements
Plusieurs livres ont été compilés à partir des conférences de Lama Yeshe. Ses livres incluent Introduction aux Tantra, Énergie de Sagesse, Félicité du Feu Intérieur, Devenir Vajrasattva : Le Chemin Tantrique de Purification, et Devenir le Bouddha de Compassion, tous disponibles à Wisdom Publications. Wisdom Publications publiera aussi une vaste biographie de Lama Yeshe qui a été compilée par Adele Hulse. Quelques transcriptions gratuites de ses enseignements sont disponibles aux Lama Yeshe Wisdom Archive (LYWA), incluant Devenir Votre Propre Thérapeute, Conseil pour les Moines et les Nonnes (avec Lama Zopa Rinpoché), Faire de Votre Esprit un Océan. Le LYWA offre aussi des vidéos d'enseignements de Lama Yeshe.
L’éducation essentielle, un projet de la Fondation pour le développement de la compassion et de la sagesse, se base sur les enseignements de Thubten Yeshe, qui souhaitait promouvoir une éducation universelle exprimant, dans un langage accessible à tous, les valeurs de sagesse communes à toutes les traditions. Il en ressort un ouvrage, les 16 attitudes pour mieux vivre, qui incite à réfléchir et méditer sur des valeurs universelles présentées comme des outils pour atteindre le bonheur dans sa vie quotidienne. Ces valeurs sont inspirées d’un code légal de conduite de 16 vertus morales, The 16 Human Dharmas, promulguées par Songtsen Gampo, roi tibétain du VIIe siècle crédité de la première introduction du bouddhisme au Tibet : il se serait en effet inspiré de règles de conduites bouddhistes pour ces 16 vertus morales.

### Liste d'ouvrages
- L'amour universel, Éditions Vajra Yogini, 2010,  (ISBN 2911582721)
- Ego, Attachement et Libération, Ed. Vajra Yogini, 2009,  (ISBN 2911582683)
- La Béatitude du Feu Intérieur : La pratique essentielle des six yogas de Naropa, Ed. Vajra Yogini, 2008,  (ISBN 2911582675)
- Devenir le Bouddha de la Compassion : Le Mahamoudra Tantrique au Quotidien, Ed. Vajra Yogini, 2005,  (ISBN 2911582586)
- L’Énergie de la Sagesse, avec Lama Zopa Rinpoché, Ed. Vajra Yogini, 1999,  (ISBN 2911582012)
- Espace du Tantra, Ed. Vajra Yogini, 1999,  (ISBN 2950096166)
- La Clé du changement, Ed. Vajra Yogini, 1999,  (ISBN 2911582152)
- Mahamoudra, Ed. Vajra Yogini, 1999,  (ISBN 2911582276)

## Vie personnelle
En 1981, Lama Yeshe a épousé une disciple australienne, apparemment dans le but d'obtenir un passeport australien qui, pensait-il, pourrait lui permettre de visiter le Tibet. Leur mariage est dit avoir été chaste (bien que ceci aurait constitué une violation du vinaya).
Il est décédé en 1984 à l'hôpital de Ceders-Sinaï aux États-Unis à la suite d'un accident vasculaire cérébral.

## Réincarnation
En 1986 sa réincarnation a été identifiée en la personne d'un jeune enfant espagnol actuellement appelé Tenzin Ösel Rinpoché (né en 1985).